# LacZ
Pour les articles homonymes, voir Lacz.
 (janvier 2020).
Si vous disposez d'ouvrages ou d'articles de référence ou si vous connaissez des sites web de qualité traitant du thème abordé ici, merci de compléter l'article en donnant les références utiles à sa vérifiabilité et en les liant à la section « Notes et références ».
Le gène lacZ est un des trois gènes présents dans l'opéron lactose, que possèdent de nombreuses Eubactéries comme Escherichia coli. Il code la β-galactosidase, une enzyme capable d'hydrolyser le lactose en glucose et galactose.
Ce gène est un gène rapporteur très utilisé, parce que l'on connaît très bien le fonctionnement de l'opéron lactose (décrit très tôt par Jacques Monod) et parce que la présence de β-galactosidase est facilement détectable en présence de X-gal, la bactérie devient bleue.